# Регија Истман
Источна Манитоба или скраћено Истман (енгл. Eastman Region) представља географско-статистичку регију у канадској провинцији Манитоба. Регија обухвата крајњи југоисток провинције, подручје између десне обале реке Ред на западу, границе са САД на југу и административне границе са Онтариом на истоку те долине реке Винипег на северу. 
Кроз централни део регије пролази деоница трансканадског аутопута. 
У статистичком погледу овој регији припадају статистичке области број 1, 2 и 12. Укупна површина регије је 21.136,31 км². Према резултатима пописа становништва из 2011. у целој регији је живело 104.535 становника.
Највеће и једино насеље са статусом службеног града у регији је Стајнбак.

## Статистичке области
| Статистичка област    | Површина      | Становника 2011. |
| --------------------- | ------------- | ---------------- |
| Статистичка област 1  | 14.872,94 км² | 17.331           |
| Статистичка област 2  | 4.406,65 км²  | 65.374           |
| Статистичка област 12 | 1.856,72 км²  | 21.830           |

## Најважнија насеља
- Босежур - варош
- Лак ду Боне - варош
- Нивервил - варош
- Пауервју Пајн Фолс - варош
- Сент Ан - варош
- Стајнбак - град